# 1934 en chimie
Cet article présente les faits marquants de l'année 1934 en chimie.

## Évènements
- 15 janvier : Frédéric et Irène Joliot-Curie découvrent la radioactivité artificielle[1].
- 25 mars : le physicien italien Enrico Fermi communique à la Ricerca Scientifica ses travaux sur la radioactivité induite dans un article intitulé Radioattività indotta da bombardamento di neutroni (« Radioactivité provoquée par bombardement aux neutrons »)[2].
- 12 octobre : le chimiste américain Arnold Orville Beckman dépose un brevet pour le pH-mètre[3].
- 13 novembre : le procédé Kodachrome est déposé par Leopold Godowski et Leopold Mannes (en)[4].
- 25 décembre : Jean Dufay et Marie Bloch de l'observatoire de Lyon observent les bandes d'absorption du cyanogène dans le spectre de la Nova Herculis[5].
- Les chimistes allemands Klemm et Bommer obtiennent de l'erbium pur sous forme métallique[6].
- Les physiciens Michael Polanyi, Egon Orowan et G. I. Taylor montrent indépendamment, par l'étude des réseaux périodiques de dislocations, que la théorie des milieux élastiques fissurés de Vito Volterra (1905) permet de rendre compte de la ductilité des métaux[7].

## Prix
- Prix Nobel de chimie : Harold Clayton Urey pour sa découverte de l'hydrogène lourd[8],[9].
- ACS Award in Pure Chemistry : C. Frederick Koelsch[10]
- Médaille Davy : Walter Norman Haworth pour ses recherches sur la structure moléculaire des hydrates de carbone[11].
- Médaille William-H.-Nichols : Henry C. Sherman[12]

## Naissances
- 21 mai : Bengt Samuelsson (mort en 2024), biochimiste suédois, prix Nobel de physiologie ou médecine en 1982.
- 23 mai[13] : Hubertine Rose Éholie (morte en 2019), chimiste ivoirienne.
- 22 août : Pierre Potier (mort en 2006), pharmacien et chimiste français.
- 6 octobre : Nils Wiberg (mort en 2007), chimiste allemand.

## Décès
- 13 janvier[14] : Paul Villard (né en 1860), physicien et chimiste français.
- 14 janvier : Paul Vieille (né en 1854), chimiste français.
- 29 janvier[15] : Fritz Haber (né en 1868), chimiste allemand, prix Nobel de chimie en 1918[16].
- 12 mars[17] : Andrew Norman Meldrum (né en 1876), chimiste écossais.
- 18 mars[18] : Camille Matignon (né en 1867), chimiste français.
- 1er mai[19] : Sergueï Vassilievitch Lebedev (né en 1874), chimiste russe.
- 4 juillet[20] : Marie Curie (né en 1867), physicienne polonaise naturalisée française, prix Nobel de physique en 1903[21],[22] et prix Nobel de chimie en 1911[8],[23].
- 28 juillet : Sergueï Réformatski (né en 1860), chimiste russe puis soviétique.